# Ahmet Yılmaz Çalık
Ahmet Yılmaz Çalık   (Yenimahalle, 26 de febrer de 1994 - Ankara, 11 de gener de 2022) fou un futbolista professional turc que jugava com a defensa.

## Carrera

### Clubs
Çalık va començar la seva carrera al Gençlerbirliği. Entre el 2017 i el 2020 va jugar al Galatasaray SK, equip amb el què guanyà dues lligues, una Copa i una Supercopa turca. El 2020 fitxà pel Konyaspor.

### Internacional
Çalık va representar Turquia al Campionat d'Europa de la UEFA Sub-19 i la Copa del Món de futbol sub-20 de 2013.
El 6 de novembre de 2015 va ser seleccionat per l'equip nacional de Turquia per jugar amistosos contra Qatar i Grècia, respectivament. Va fer el seu debut en l'empat 0-0 amb Grècia. Va ser part de l'equip nacional turc de l'Euro 2016.

## Mort
Çalık va morir de resultes d'un accident de cotxe en una carretera al sud d'Ankara.